# Торопов, Макарий Петрович
Макарий Петрович Торопов (1870, Томская губерния — 1930-е) — деятель обновленческого раскола, в котором имел сан архиепископа. один из основателей обновленчества в Сибири. До 1922 года — священник Русской православной церкви.

## Биография
Родился в 1870 году в Томской губернии. Приходился племянником митрополиту Макарию Невскому.
В 1885 году окончил Барнаульское духовное училище. В 1891 году окончил Томскую духовную семинарию.
15 августа 1891 года рукоположён в сан священника и назначен к Макарьевской церкви Макарьевского миссионерского стана Томской епархии.
В 1902 года назначен миссионером Кебезинского отделения Алтайской духовной миссии. 24 апреля 1902 года был награждён камилавкой.
В 1906 году назначен клириком Преображенской церкви города Томска. 29 марта 1908 года награждён наперсным крестом, от Святейшего Синода выдаваемым.
В 1914 году назначен настоятелем Преображенской церкви Томска. 27 марта того же года награждён саном протоиерея.
По данным современников, во время служения в Томске находился в оппозиции к правящему архиерею, по собственной инициативе проводил реформы богослужения. Вынес жертвенник на клирос, чтоб верующие во время проскомидии могли сами читать свои записки. Тайные молитвы на литургии читал вслух, допускал русский язык за богослужением. Негативно относился к монашеству.
29 марта 1922 года правящий архиерей епископ Виктор (Богоявленский) и другие священнослужители были арестованы по обвинению в противодействии властям в изъятии последними церковных ценностей «на нужды голодающих». 16 мая 1922 года в Москве было образовано Высшее церковное управление, фактически захватившего власть в Русской православной церкви. В этих условиях 1 июня 1922 года представители городского духовенства Томска, в числе которых был и протоиерей Макарий, собрались в Никольской церкви, где обсудили сложившееся положение. На собрании велись ожесточенные дебаты по вопросам положения епархии и Церкви. Постановили ходатайствовать перед органами власти о созыве общего собрания городского духовенства и мирян на 2 июня 1922 года. Согласно материалам газеты «Красное знамя», на предстоящем собрании предполагалось обсудить текущее положение, отношение советской власти к церкви, а также избрать временное епархиальное управление. В тот же день священник А. Ф. Фёдоров подал в Томский губисполком заявление о разрешении проведения общего собрания духовенства г. Томска в Никольской церкви для выработки позиции по текущей церковной ситуации. Незамедлительно такое разрешение было предоставлено. 2 июня собрание постановило солидаризироваться с ВЦУ и избрать собственное временное церковное управление Томской епархии в составе трёх представителей клира и двух мирян. В управление большинством голосов были избраны: священник П. Ф. Блинов, священник А. В. Авдентов и священник Е. И. Удинцев, а также миряне А. П. Таловский и Г. И. Солодилин. Кандидатами в члены управления были утверждены протоиерей Макарий Торопов и мирянин Жижченко. Собрание постановило в ближайшее время войти в сношение с ВЦУ, провести переизбрание благочиннических и приходских советов, а также начать подготовку к епархиальному съезду. 19 июля 1922 года постановлением ВЦУ назначен уполномоченным ВЦУ по Томской епархии. В августе 1922 года изменился состав Сибирского церковного управления: священник А. В. Авдентов занял должность заместителя председателя, протоиерей Макарий Торопов — секретаря.
В октябре того же года участвовал во всесибирском съезде духовенства и мирян в Томске, на котором были приняты решения о признании «белого женатого епископата», закрытии монастырей, признание второбрачия для диаконов и священников, установлении молений за советскую власть, отмене канонов, «которые не имеют объекта для своего приложения». О литургической жизни в постановлении съезда было сказано, очевидно, со ссылкой на опыт о. Макария: «Богослужение совершать на русском языке, что даже и делается по местам. Вводится древняя литургия св. Апостола Иакова и др. древние литургии».
14 ноября 1922 года в Новониколаевске, будучи женатым священником, хиротонисан во епископа Змеиногорского, викария Томской епархии. Хиротонию совершили: митрополит Петр Блинов и епископ Александр Адвентов.
Для сибирского обновленчества были особенно характерны хиротонии женатого духовенства. А. Э. Краснов-Левитин так оценивал сибирских обновленческих лидеров: Среди новых архиереев попадались изредка достойные люди (к числу таких принадлежал, например, Макарий Торопов — скромный, искренний, религиозный человек — впоследствии ленинградский викарий); большинство же (карьеристы и авантюристы) были представителями подонков сибирского духовенства.
В декабре 1922 года после продолжительных переговоров было достигнуто соглашение между Петром Блиновым и Высшим церковным управлением. Сибирские обновленцы признали над собой юрисдикцию Москвы, в связи с чем Макарий Торопов был назначен уполномоченным ВЦУ при Сибирском церковном управлении.
В декабре 1922 года назначен обновленческим епископом Бийским.
С 21 июля 1923 года — обновленческий епископ Алтайский.
С 8 февраля 1924 года — обновленческий архиепископ Ойратский.
В июне 1924 уволен на покой, переехал в Ленинград.
28 октября 1924 года назначен архиепископом Петергофским, вторым викарием Ленинградской епархии. Титул был номинальным, так как своих храмов у обновленцев в Петергофе к тому времени не было. Служил настоятелем Введенского собора у Царскосельского вокзала в Ленинграде. Анатолий Краснов-Левитин охарактеризовал его в этот период как скромного и «ничем не замечательного» архиерея.
В 1925 году присутствовал на «3-м Всероссийском Соборе» (втором обновленческом) с совещательным голосом.
С 20 ноября 1925 года по апрель 1926 года временно управлял Новгородской обновленческой епархией.
25 июня 1926 года переименован в четвёртого викария Ленинградской обновленческой епархии. 18 февраля 1927 года переименован в пятого викария той же епархии.
21 февраля 1928 года назначен архиепископом Колпинским, пятым викарием Ленинградской обновленческой епархии.
В 1930 году назначен архиепископом Петергофским, четвёртым викарием Ленинградской обновленческой епархии.
В сентябре 1933 уволен на покой по личному заявлению. Скончался в 1930-е годы.